# 中国—坦桑尼亚关系
中国—坦桑尼亚关系，是指歷史上的中國和坦桑尼亞、以至現在中華人民共和國與坦桑尼亚联合共和国之間的雙邊關係。中國與坦桑尼亞之間的往來可追溯到唐代，古代的桑給巴爾（現坦桑尼亞的一部分）在北宋已遣使來華；現代的中坦兩國在1964年4月建交，中華人民共和國在2012年是坦桑尼亞最大的進口來源地。根據一個在2014年下半年進行的輿論調查，71%的受訪者認為中國對坦桑尼亞的經濟和政治有正面影響。

## 歷史

### 古代
中國與坦桑尼亞的來往可追溯到唐代，當時中國已有到非洲东部的航道，船隻從現在的巴士拉（當時稱為「乌刺国」）開始向东南方航行，先後經過今天的巴林、阿曼和也门，再改向西南方，最後便可以抵達「三兰国」；經學者考證，「三兰国」可能是指坦桑尼亚的达累斯萨拉姆、坦噶尼喀或桑給巴爾，但也有可能是位於現今莫桑比克或索马里境內。有美國人宣稱在坦桑尼亞發現唐朝或五代時出品的越窑青瓷，但這個說法遭到學者張炎憲的質疑:147。
根據中國古代史書《宋史》的記載，一個名為「层檀国」的古国曾在北宋元丰年間派遣使節來華，向北宋朝廷贈送乳香、龙涎香、玻璃等物，而當時掌政的宋神宗亦向使者送贈二千两白金:19；史家對「层檀国」所指何地有不同看法，但多數學者相信這個地名就是指現坦桑尼亚境內的桑給巴爾。坦桑尼亚的基尔瓦島有一個錢幣窖藏，裡面有四枚北宋古錢，兩枚屬於宋神宗熙寧年間，另外兩枚則分別是宋太宗淳化和宋徽宗政和年間的錢幣:1005。
元朝典籍《岛夷志略》記載了「层摇罗国」（即今桑给巴尔）的風土人情；書中記述桑给巴尔很少出產穀物，當地人以馬鈴薯作為主粮，通過打猎來捕捉野兽供食，以煮海水的方式取得盐，用蔗汁酿出酒。基尔瓦島也曾發現元代出產的青花瓷和釉裡紅。
目前尚未有史料能證實郑和船队曾到達坦桑尼亚，但有記載指郑和的部下曾經到訪莫桑比克；但是，郑和的船队是沿岸向南航行的，而莫桑比克又位於坦桑尼亚南方，所以有學者認為郑和船队很可能曾經來到坦桑尼亚。
德屬東非成立後，德国把大批華工運到坦桑尼亚，他們有的在种植园工作，有的在坦噶尼喀興修鐵路:26；第一次世界大戰時，多名華工在德属东非战役中死亡:176。

### 現代

#### 1960至1970年代

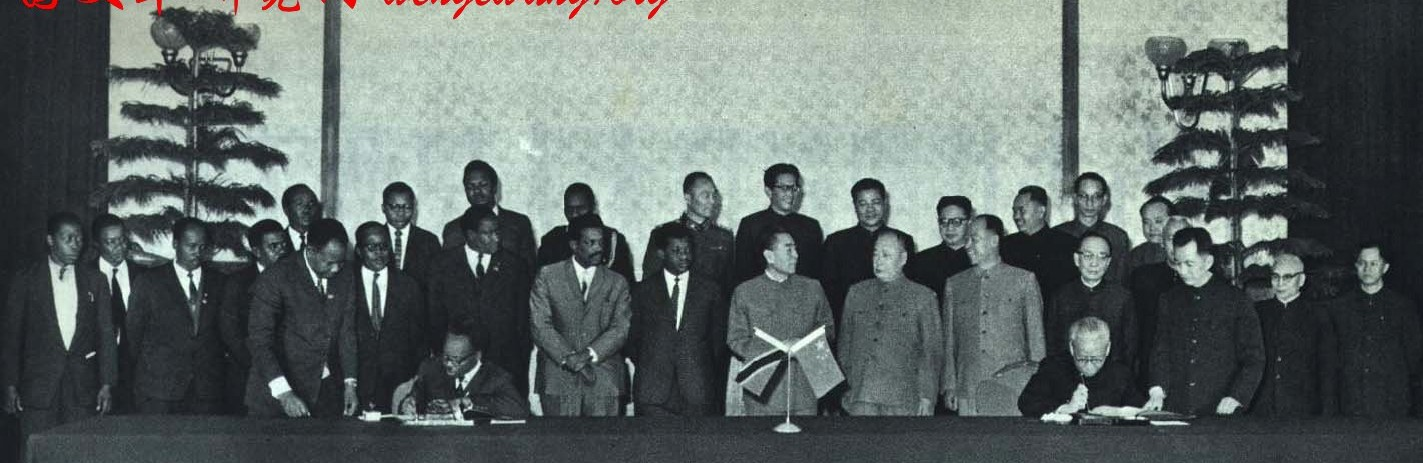
1965年2月，刘少奇与尼雷尔签署中坦协议

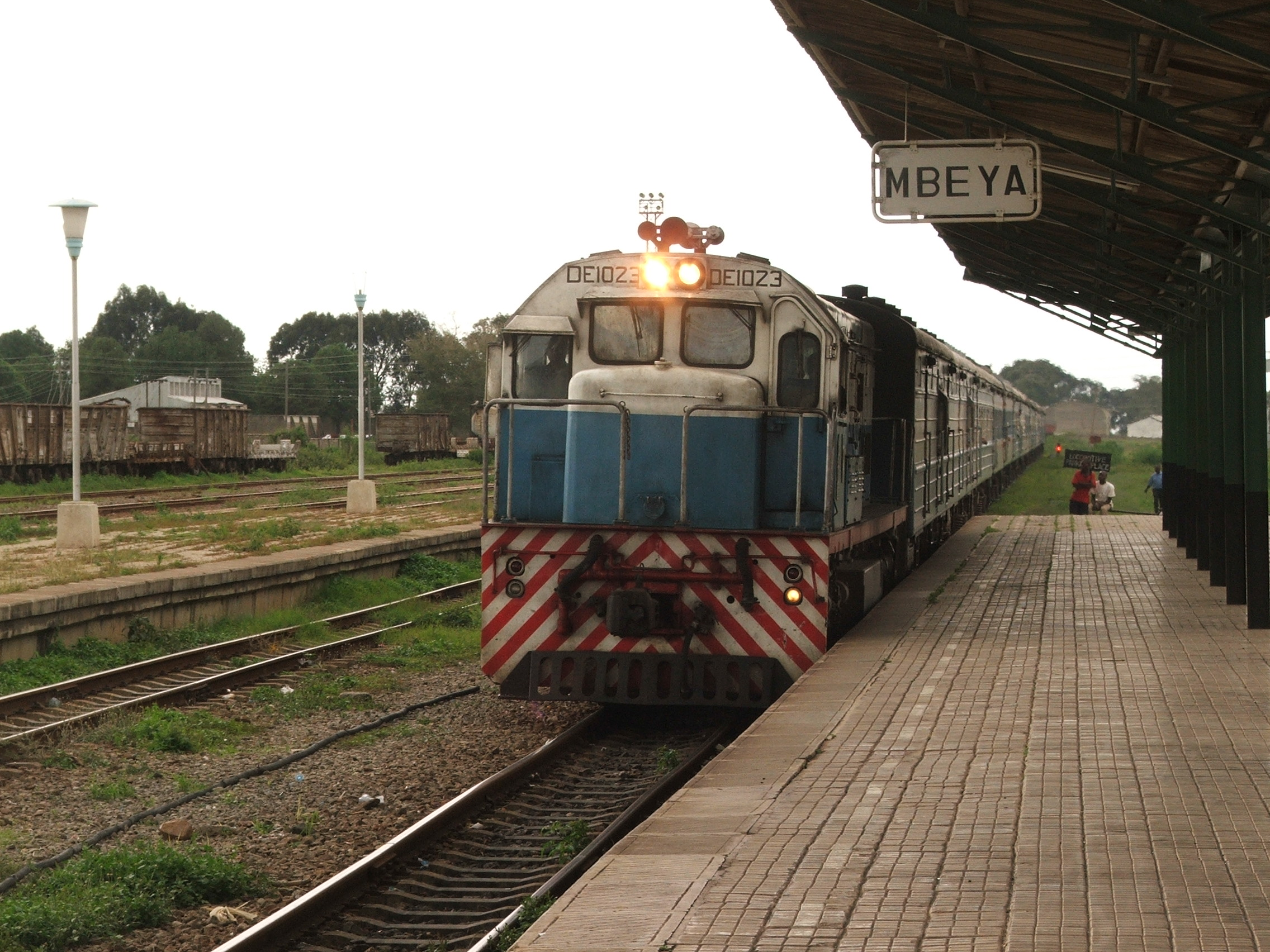
連接坦桑尼亞和贊比亞的坦贊鐵路是由中華人民共和國援建的，圖為一列正在進站的坦贊鐵路列車。

坦噶尼喀是今坦桑尼亞的一部分，在1961年12月独立；中華人民共和國政府高層致电祝贺，承认坦噶尼喀独立為國，並在當天與該國建立邦交:171。在坦噶尼喀獨立前，當地政黨坦噶尼喀非洲民族联盟已與中華人民共和國有來往；而當時已退到台灣的中華民國亦曾派出外交人員到坦噶尼喀，計劃與之建立外交關係，但遭到拒絕:170–171。
桑給巴爾是現坦桑尼亞的另一部分，在1963年12月10日独立為國，翌日與中華人民共和國建立外交關係:159；在此之前，中华人民共和国已與當地政黨桑给巴尔民族主义党有來往:170。新建立的桑给巴尔人民共和國与中華人民共和國、苏联、东德、古巴等社會主義國家建立邦交，要求這些國家向當地提供援助，而中華人民共和國都予以答允:118；例如，桑給巴爾當局想鼓励阿曼、沙特阿拉伯等地的侨民寄外汇回國，並加強桑給巴爾與中东和非洲諸國的聯繫，便要求中華人民共和國政府為當地援建一座广播发射台。
1964年4月26日，坦噶尼喀和桑給巴爾決定建立坦桑尼亞聯合共和國，成為同一個國家；同日，中華人民共和國決定與坦桑尼亞建交:450。當時的坦桑尼亞非常希望修建把該國和赞比亚連接起來的坦赞铁路，美国答應援建，但條件是坦桑尼亞政府必須驅逐當地的中国人；時任坦桑尼亞總統的朱利葉斯·尼雷爾予以拒絕，認為中華人民共和國援助坦桑尼亞時也沒有要求赶走美国人:122。1970年代，中華人民共和國援建坦赞铁路，派出50,000名专家和工人到非洲；70名中国人在這次工程殉職，其中51人在坦桑尼亚安葬。事後，參與援建的中國工人憶述他們生活艱苦，沒有足夠糧食，被迫自行種菜養禽，但種出來的番茄卻在一年後变种；当地政府順應中國工人的要求，答應向他們提供便宜的免税香煙，但時任中華人民共和國國務院總理周恩来認為中国工人享有的待遇不應超越当地工人，他严厉批评涉事的工人，要求他們向政府補回應繳的稅項。
1971年，聯合國大會通過決議，中华人民共和国開始能夠以「中國」的名義在聯合國佔有一席:85。有傳當年的坦桑尼亚代表是穿着中山装參與投票的:513；據說，坦桑尼亚的代表在決議通過後首先站起來，离开自己的座位，走到大會主席台前跳舞，祝贺中华人民共和国成功爭取聯合國席位:85。

#### 2000年後
2014年下半年，舆论调查机构「非洲晴雨表」訪問2386名坦桑尼亚成人，了解他們對外國的看法；调查發現，40%的受访者認為中國（调查报告以「China」稱呼中國，而非「People's Republic of China」等完整國號，下同）對當地的影響比其他國家和組織大，71%的受访者認為中國對坦桑尼亚的經濟和政治有正面影響，35%的受访者認為中國是坦桑尼亚的發展榜樣。
2013年中坦兩國簽署「巴加莫約港口計畫」合作備忘錄，擬於當地複製第二個中國深圳，打造東非最大港口，然而馬古富利2015年11月就任後即要求重啟談判，更要求港口租賃期從99年減至33年，項目進度因而滯後。 為排除外資干預，坦尚尼亞因而改變過往與中國的緊密交往政策，然而當局肅貪與加強執法卻讓中國商人有感經商環境惡化而紛紛撤出，從數年前巔峰時期的六、七萬人，銳減至目前的六、七千人。
2020年4月，坦尚尼亞總統約翰·馬古富利（John Magufuli）接受訪問時，表明將會退出一帶一路。他在訪問中提到，前任總統賈卡亞·基奎特和中國投資者達成建造港口的協議，當中租約期間坦尚尼亞無權對該港口提出任何意見，直言這種不平等條約「只有醉漢才會接受這種條款」。巴加莫約港開發案主導權之爭導致中坦關係惡化。坦尚尼亞曾開出條件向中方下達最後通牒，否則開發案將轉移給其他競標者，惟中方仍舊不為所動而破局。
2021年2月24日，中国铁建下属中国土木工程集团有限公司承建的坦桑尼亚基加兹立交桥项目正式竣工通车，通车仪式在坦最大城市达累斯萨拉姆举行。坦桑尼亚总统马古富力在通车仪式上对中坦建设者及时、圆满地完成项目建设表示感谢。该项目于2017年5月开工建设，由一座三层立交桥和配套分流道路构成，其中主跨线桥长710米，最高处达17.5米。
2021年11月25日，中国驻坦桑尼亚大使陈明健在达累斯萨拉姆会见坦桑尼亚外长穆拉穆拉，中方向坦方通报了中非合作论坛第八届部长级会议筹备情况，以及介绍中共十九届六中全会的会议结果。2022年11月，两国元首宣布将双方关系提升为全面战略合作伙伴关系。

## 經貿關係
- 中国大陸到坦桑尼亚的出口貿易[29]
- 坦桑尼亚到中国大陸的出口貿易[30]

根據經濟複雜性研究中心網站上的數據，中国大陸在2012年出口了13.9億美元到坦桑尼亚，貨物有機械設備、載具、紡織品等，是坦桑尼亚最大的進口來源地；同年，坦桑尼亚出口了4.63億美元到中国大陸，逾54.7%的貨物是礦產品，其餘的貨物有蔬菜製品、紡織品等。

## 文化關係
坦桑尼亞的多多马大学和達累斯薩拉姆大學分別設有一所孔子学院；在坦桑尼亞的莫罗戈罗穆斯林大学，汉语是语言与翻译本科的必修课，中華文化則是該本科的选修课。

## 軍事關係
2024年7月29日上午，中國和坦桑尼亞在坦桑尼亚舉行“和平团结-2024”联合演习。

## 外部連結
- 中华人民共和国驻坦桑亚联合共和国大使馆官方网站（简体中文）（英文）（斯瓦希里语）
  - 中华人民共和国驻坦桑亚联合共和国大使馆经济商务处官方网站（简体中文）
- 中华人民共和国驻桑给巴尔总领事馆官方网站（简体中文）（英文）（斯瓦希里语）
  - 中华人民共和国驻桑给巴尔总领事馆经贸之窗官方网站（简体中文）
- 坦桑尼亞駐華大使館官方網站（简体中文）（英文）